# Cerastium alpinum
La peverina alpina (Cerastium alpinum L.,  1753) è una piccola pianta (alta non più di 20 cm) erbacea e perenne delle zone alpine appartenente alla famiglia delle Caryophyllaceae.

## Etimologia
Il nome del genere (Cerastium) deriva da un vocabolo greco: kèras (= corno); probabile riferimento alla forma allungata dei suoi frutti. Fu poi latinizzato dal botanico tedesco Johann Jacob Dillenius (1684-1747) e quindi ripreso definitivamente da Linneo nel 1753. L'epiteto specifico (alpinum) fa riferimento alle zone in cui si trova più facilmente.

Gli inglesi chiamano questa pianta Alpine Mouse Ear; mentre i francesi la chiamano Céraiste des Alpes; mentre i tedeschi la chiamano Alpen-Hornkraut.

## Descrizione
Le dimensioni di questa pianta sono modeste : da 6 a 12 cm (massimo 20 cm). Tutta la pianta è più o meno ricoperta da peli sub-ghiandolari. La forma biologica della pianta è emicriptofita scaposa  (H scap) : sono piante perennanti per mezzo di gemme adagiate al suolo e con asse fiorale allungato e con poche foglie. A volte vengono anche definite Camefite in quanto alla base sono legnose.

### Radici
La radice è del tipo fascicolato.

### Fusto
La parte aerea del fusto è prostrato - ascendente e si presenta peloso (peli lanosi a volte contorti) quasi un tomento.

### Foglie

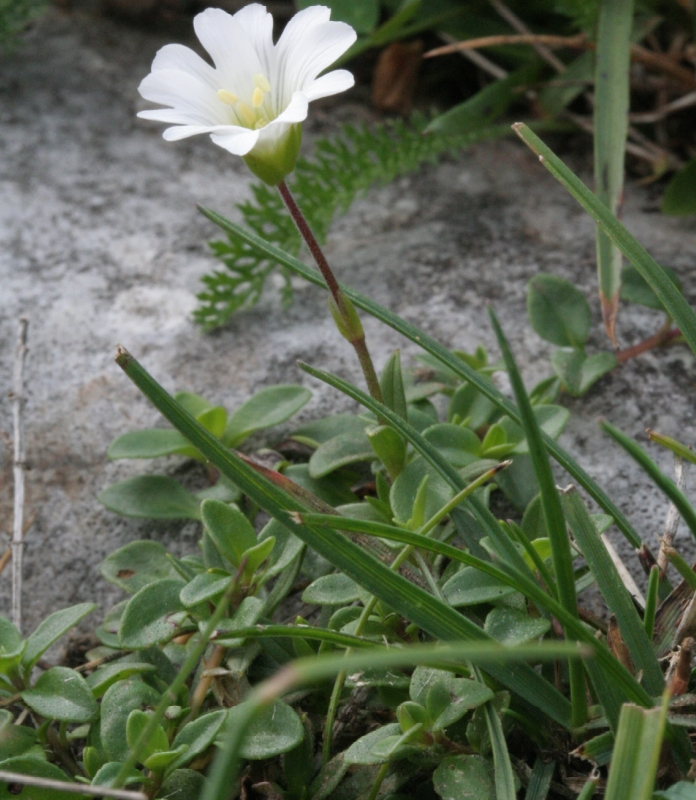
Foglie (loc. Monte Faverghera, com. Belluno, prov. Belluno, quota 1500, giugno 2008)

Le foglie sono tutte sessili e di forma ellittico – ovata ma anche ellittico – oblanceolata con apice acuto. Sono pelose su entrambe le facce e lungo il fusto sono disposte in modo opposto. Sono inoltre vistosamente carenate. I colore delle foglie cauline è grigio-verdastro con peli bianchi allungati contorti e appuntiti all'apice, ma non infeltriti; le foglie delle rosette basali sono bianco – tomentose. Dimensione delle foglie : larghezza 3 – 5 mm; lunghezza 12 – 18 mm.

### Infiorescenza

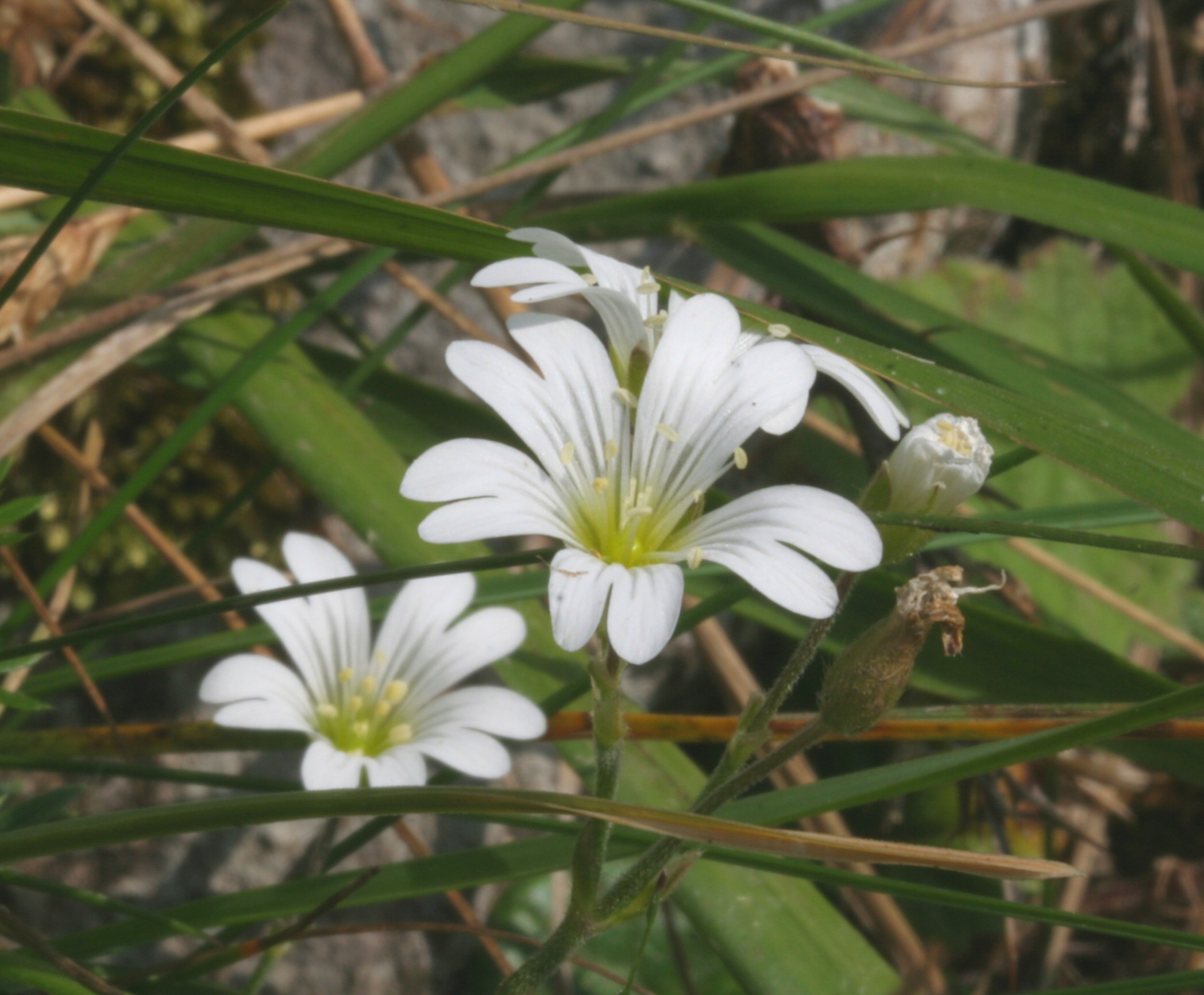
Infiorescenza (loc. Monte Faverghera, com. Belluno, prov. Belluno, quota 1500, giugno 2008)

L'infiorescenza può essere considerata di tipo pauciflora (1 fiore, raramente 2 – 4 fiori). I fiori sono sostenuti da peduncoli  anche a disposizione sub-orizzontale in quanto sono angolati. Alla base del peduncolo  sono presenti delle brattee confondibili sia con i sepali del calice che con le foglie cauline (quelle superiori sono comunque sempre di tipo petaloide); le brattee hanno la forma lanceolata con apice acuto, sono scariose e pubescenti come il resto della pianta. Dimensione dei peduncoli : 5 – 15 mm (a maturazione possono arrivare fino a 30 mm).

### Fiori
I fiori sono pentaciclici (formati da 5 verticilli), pentameri, eteroclamidati (ossia il calice e la corolla sono ben differenziati), ermafrodita e attinomorfo. Dimensione dei fiori: 12 – 18 mm di diametro.
- Calice: il calice è formato da 5 sepali liberi (dialisepalo) di colore verde (a volte violaceo) e dalla forma ellittico – lanceolata con apice acuto. Sono densamente pubescenti. Dimensione dei sepali : 7,5 – 10 mm.
- Corolla: la corolla è dialipetala; i petali sono 5 e sono bianchi; l'apice è bilobato; la faccia interna si presenta con alcune incisioni longitudinali distribuite equamente sui due lobi. I petali sono 1,5 – 2 volte più lunghi dei sepali.
- Androceo: gli stami sono 10 con antere lunghe 1 mm.
- Gineceo: gli stili sono 5; l'ovario è supero e sincarpico.
- Fioritura : questa pianta fiorisce da luglio ad agosto.
- Impollinazione : l'impollinazione è entomofila mediante ditteri; il periodo di sporulazione è subito dopo quello della fioritura (tra agosto e ottobre).

### Frutti
Il frutto è una capsula cilindrica di 12 – 16 mm leggermente curva. Possiede 10 denti di deiscenza. I semi sono marrone scuro di 1 – 1,4 mm di diametro e non sono alati; sono inoltre profondamente tubercolati (verruche alte fino a quasi 0.1 mm).

## Distribuzione e habitat
- Geoelemento: il tipo corologico della specie è Circum-Artico-Alp. (Circumboreale – Artico – Alpino) : ossia è originaria delle zone artiche dell'Eurasia (ma anche Nordamerica) a basse quote e delle montagne delle zone temperate ad alte quote.
- Distribuzione: in Italia questa specie è diffusa soprattutto nella catena Carnica e sulle Alpi Orientali e in parte centrali; mentre in Europa è abbastanza diffusa in tutti gli stati con rilievi (escluse le zone più a sud); nel resto del mondo si trova in America del Nord e nell'Asia Settentrionale. È considerata una specie rara.
- Habitat: un habitat tipico per questa specie sono le praterie alpine rase, ma anche i pascoli alpini oppure lo si può trovare sulle rupi, sui muri e nei ripari sotto roccia. La specie è debolmente acidofila su substrati silicei e in genere riesce a vivere su terreni poco nutrienti (pianta oligotrofica) e con basso grado di umidità (clima secco).
- Distribuzione altitudinale: dal piano subalpino circa 1100 (raramente)  - 1800 m s.l.m., al piano alpino circa 2500 – 3100 (raramente) m s.l.m..

## Fitosociologia
Dal punto di vista fitosociologico la specie Cerastium alpinum appartiene alla comunità vegetale (classe) delle Carici rupestris – Kobresietea bellardii. Questa fa parte del gruppo “Formazione delle praterie rase dei piani subalpini e alpini con dominanza di emicriptofite”.

## Tassonomia

### Varietà
Sono note le seguenti varietà:
- Cerastium alpinum var. lanatum (Lam.) Hegetschw. : i peli della pubescenza sono più ingarbugliati (sono più lunghi e molli e a volte infeltriti) specialmente quelli dei peduncoli fiorali; normalmente l'infiorescenza si presenta con un solo fiore; il colore della pianta è verde – grigio tendente al biancastro; le rosette basali sono ricoperte da ciuffi di peli biancastri. Si trova sulle Alpi dalla Carnia alla Lombardia.
- Cerastium alpinum var. nevadense Pau
- Cerastium alpinum var. robustum Hultén
- Cerastium alpinum var. strigosum Hultén

### Ibridi
Nell'elenco che segue sono indicati alcuni ibridi intraspecifici :
- Cerastium × blyttii Baenitz, 1890 – Ibrido fra : C. alpinum e Cerastium arcticum [2]
- Cerastium × symei Druce (1911) – Ibrido fra : C. alpinum e Cerastium fontanum subsp. vulgare [3]

### Specie simili
Dalle altre specie differisce soprattutto per i peli lanosi e infeltriti.
- Cerastium uniflorum Clairv. : si differenzia in quanto è meno alta e con foglie leggermente più piccole; mentre il fusto è più riccamente foglioso.
- Cerastium carinthiacum Vest. : si differenzia in quanto ha dimensioni maggiori (sia nelle foglie che nel fusto); inoltre le foglie cauline sono caratteristicamente patenti o ripiegate all'ingiù.

## Galleria d'immagini

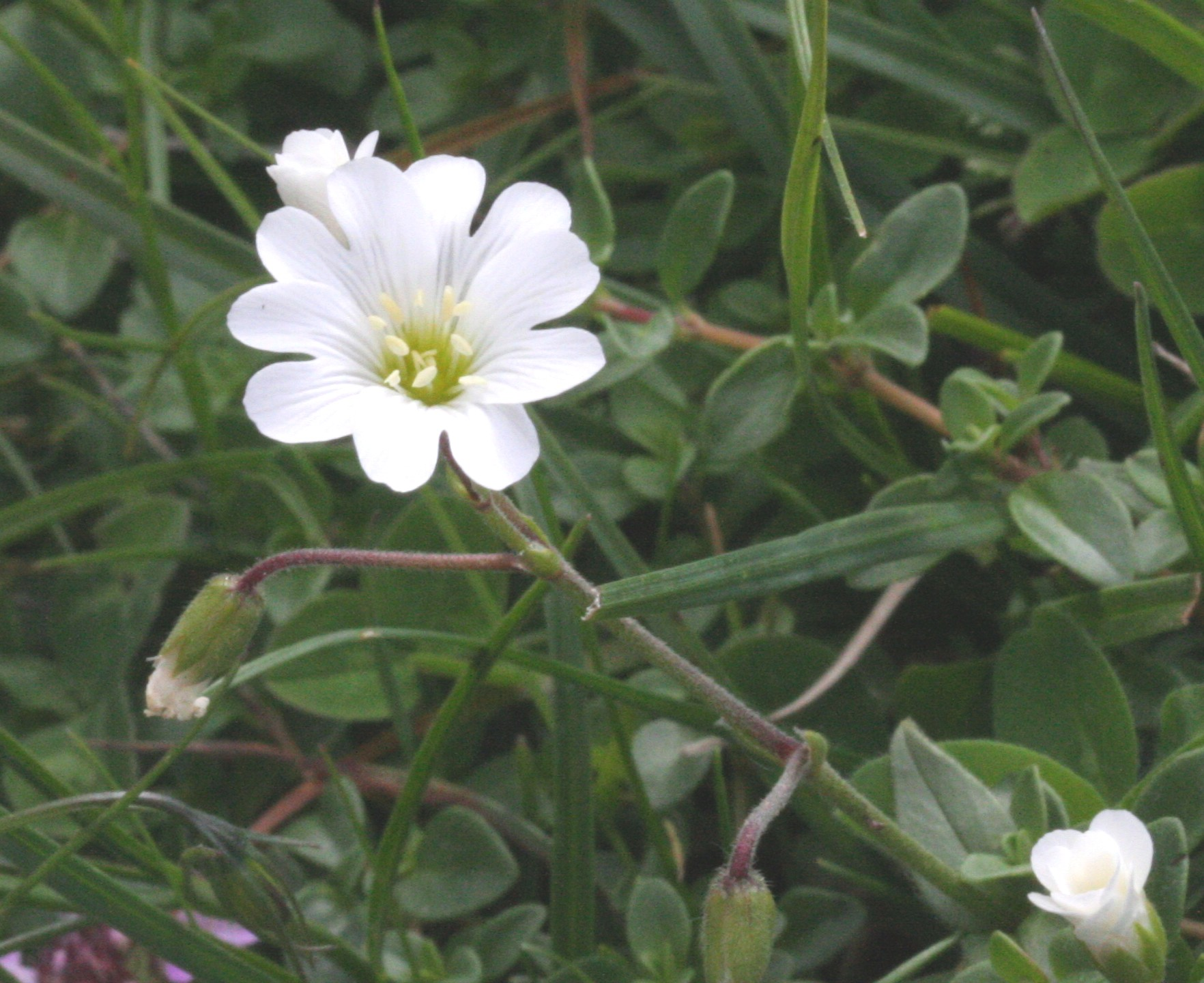
Loc. Monte Faverghera, com. Belluno, prov. Belluno, quota 1500 m s.l.m., giugno 2008
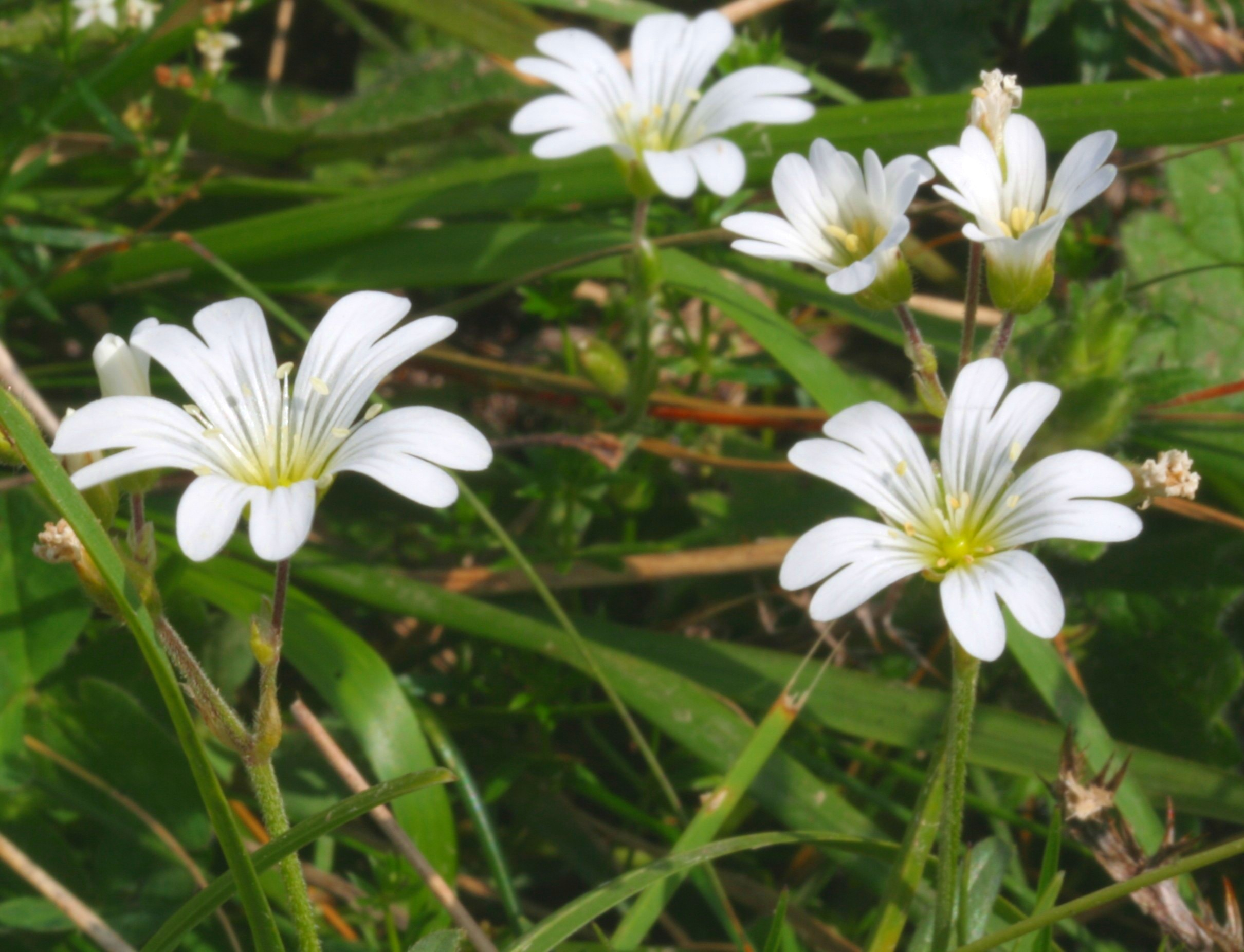